# Nikola Pašić
Nikola Pašić, cyr. Никола Пашић (ur. 18 grudnia 1845 w Zaječarze, zm. 10 grudnia 1926 w Belgradzie) – serbski polityk, współtwórca Królestwa Serbów, Chorwatów i Słoweńców, kilkakrotnie piastujący stanowisko premiera Serbii (aż do roku 1918).

## Życiorys
Odbył studia inżynierskie w Belgradzie i Zurychu. W 1878 został po raz pierwszy wybrany do parlamentu serbskiego. W 1881 założył Partię Radykalną. W latach 1883–1889 przebywał na wygnaniu za działalność opozycyjną wobec króla Serbii Milana I Obrenowicia. Po powrocie do kraju wywierał decydujący wpływ na politykę serbską. 1 grudnia 1918 roku, po podpisaniu paktu z słowiańskimi sąsiadami Serbii, doprowadził do powstania Królestwa Serbów, Chorwatów i Słoweńców (Królestwo SHS). Pašić reprezentował Królestwo SHS na pokojowej konferencji wersalskiej w 1919 roku. Polityka Pašicia nakierowana była na stworzenie słowiańskiego państwa w południowo-wschodniej Europie, z dominującą rolą narodu serbskiego. W latach 1921–1925 piastował stanowisko premiera Królestwa Serbów, Chorwatów i Słoweńców.
W 1922 został odznaczony Orderem Orła Białego.